# Długowola (gromada w powiecie lipskim)
Długowola (alt. Długowola II) – dawna gromada, czyli najmniejsza jednostka podziału terytorialnego Polskiej Rzeczypospolitej Ludowej w latach 1954–1972.
Gromady, z gromadzkimi radami narodowymi (GRN) jako organami władzy najniższego stopnia na wsi, funkcjonowały od reformy reorganizującej administrację wiejską przeprowadzonej jesienią 1954 do momentu ich zniesienia z dniem 1 stycznia 1973, tym samym wypierając organizację gminną w latach 1954–1972.
Gromadę Długowola siedzibą GRN w Długowoli (II) utworzono – jako jedną z 8759 gromad na obszarze Polski – w powiecie iłżeckim w woj. kieleckim, na mocy uchwały nr 13k/54 WRN w Kielcach z dnia 29 września 1954. W skład jednostki weszły obszary dotychczasowych gromad Długowola I, Długowola II, Józefów i Leopoldów ze zniesionej gminy Lipsko oraz Wygoda ze zniesionej gminy Sienno gminy Pętkowice w tymże powiecie. Dla gromady ustalono 11 członków gromadzkiej rady narodowej.
1 stycznia 1956 gromada weszła w skład nowo utworzonego powiatu lipskiego w tymże województwie.
31 grudnia 1961 gromadę zniesiono, a jej obszar włączono do gromady Osówka (wieś Wygoda i przysiółek Grzęba) oraz do znoszonej gromady Walentynów (wsie Długowola I, Długowola II, Józefów i Leopoldów oraz kolonie Konstantynów, Piotrowszczyzna i Władysławów).